# لوک ادواردز
لوک ادواردز (انگلیسی: Luke Edwards؛ زادهٔ ۲۴ مارس ۱۹۸۰) هنرپیشه اهل ایالات متحده آمریکا است. از فیلم‌هایی که وی در آن نقش داشته است، می‌توان به در مظان جرم و جادوگر اشاره کرد.